# Јована Гузијан
Јована Гузијан (6. август 1992) српска је спортска новинарка и ТВ водитељка Тренутно ради на Арени спорт.

## Биографија
Још током детињства, Јована се за спорт заинтересовала уз оца и брата, а тренирала је и одбојку као ученица основне школе. Паралелно са средњом школом уписала је и школу новинарства, где јој је менторка била Весна Дедић. Први посао добила је са 17 година у спортској редакцији дневног листа Данас, док је касније прешла на телевизију Арена спорт.
Појавила се и у домаћем филму Јесен самураја из 2016. године, где је остварила мању улогу.

## Филмографија
| Год.  | Назив          | Улога            |
| ----- | -------------- | ---------------- |
| 2016. | Јесен самураја | девојка у казину |